# Eerste klasse 2007-08 (voetbal België)
Het seizoen 2007/08 van de Belgische Jupiler League ging van start op 3 augustus 2007 en eindigde op 10 mei 2008. Standard Luik pakte zijn negende landstitel, 25 jaar na zijn vorige.

## Gepromoveerde teams
Deze teams promoveerden uit de Tweede Klasse voor de start van het seizoen:
- FCV Dender EH (kampioen) Eerste seizoen in de hoogste afdeling en nam de plaats in van KSK Beveren.
- KV Mechelen (winnaar eindronde) Keerde na 4 seizoenen terug naar de hoogste afdeling en nam de plaats in van K. Lierse SK.

## Degraderende teams
Deze teams degradeerden naar Tweede Klasse op het eind van het seizoen:
- FC Brussels (laatste reguliere competitie) degradeerde na 4 seizoenen op het hoogste niveau.
- Sint-Truidense VV (voorlaatste reguliere competitie) degradeerde na 14 seizoenen op het hoogste niveau.

## Clubs
Achttien ploegen speelden in 2007/08 in Eerste Klasse. De meeste clubs (12) kwamen uit Vlaanderen, slechts vier clubs kwamen uit Wallonië en twee uit Brussel. De best vertegenwoordigde provincies waren West-Vlaanderen (4 clubs), Oost-Vlaanderen, Antwerpen en Henegouwen (elk 3 clubs). De provincies Namen, Luxemburg, Vlaams-Brabant en Waals-Brabant hadden geen vertegenwoordiger in de hoogste reeks. Het Brusselse werd vertegenwoordigd door twee clubs.
| Club (nummer op kaart)   | Plaats              | Trainer                                                                             | Vorige trainers seizoen 2007-2008 | Vorig seizoen      |
| ------------------------ | ------------------- | ----------------------------------------------------------------------------------- | --------------------------------- | ------------------ |
| RSC Anderlecht (1)       | Anderlecht          | Ariel Jacobs                                                                        | Franky Vercauteren                | 1                  |
| KRC Genk (2)             | Genk                | Ronny Van Geneugden                                                                 | Hugo Broos                        | 2                  |
| Standard de Liège (3)    | Luik                | Michel Preud'Homme                                                                  | geen                              | 3                  |
| KAA Gent (4)             | Gent                | Trond Sollied                                                                       | geen                              | 4                  |
| Sporting Charleroi (5)   | Charleroi           | Thierry Siquet                                                                      | Philippe Van de Walle             | 5                  |
| Club Brugge (6)          | Brugge              | Jacky Mathijssen                                                                    | geen                              | 6                  |
| Germinal Beerschot (7)   | Antwerpen           | Harm van Veldhoven                                                                  | geen                              | 7                  |
| KVC Westerlo (8)         | Westerlo            | Jan Ceulemans                                                                       | geen                              | 8                  |
| RAEC Mons (9)            | Bergen              | Albert Cartier                                                                      | José Riga                         | 9                  |
| Excelsior Moeskroen (10) | Moeskroen           | Enzo Scifo (technisch raadgever) Geert Broeckaert (trainer)                         | Marc Brys, Geert Broeckaert       | 10                 |
| KSV Roeselare (11)       | Roeselare           | Dirk Geeraerd                                                                       | geen                              | 11                 |
| Cercle Brugge KSV (12)   | Brugge              | Glen De Boeck (technisch directeur) Eddy Van de Ven (assistent-trainer/Pro License) | geen                              | 12                 |
| FC Brussels (13)         | Sint-Jans-Molenbeek | Franky Van der Elst                                                                 | Albert Cartier, Edy De Bolle      | 13                 |
| SV Zulte Waregem (14)    | Waregem             | Francky Dury                                                                        | geen                              | 14                 |
| K.Sint-Truidense VV (15) | Sint-Truiden        | Dennis van Wijk                                                                     | Valère Billen, Peter Voets        | 15                 |
| Sporting Lokeren (16)    | Lokeren             | Georges Leekens                                                                     | geen                              | 16                 |
| FCV Dender EH (17)       | Denderleeuw         | Johan Boskamp & Patrick Asselman                                                    | Jean-Pierre Vande Velde           | kampioen 2e klasse |
| KV Mechelen (18)         | Mechelen            | Peter Maes                                                                          | geen                              | 2e in 2e klasse    |

| 6 1 2 3 5 4 17 16 8 15 14 13 10 7 12 9 18 11 Geografische verspreiding clubs |

## Titelstrijd
Standard Luik nam de beste competitiestart. De ploeg won zijn eerste vijf wedstrijden. Uittredend kampioen RSC Anderlecht, KRC Genk en Club Brugge kenden wat moeilijker wedstrijden en volgden na acht speeldagen op 5 punten van Standard.
Standard bleef ongeslagen, maar door een aantal gelijke spelen, kwam op speeldag 12 Club Brugge aan de leiding. Club Brugge werd uiteindelijk herfstkampioen met een puntje voorsprong op Standard. Daarna volgden verrassend seizoensrevelatie Cercle Brugge en Germinal Beerschot. Genk had al een kloof moeten laten, landskampioen Anderlecht was na een slechte periode weggezakt naar een zevende plaats, op 11 punten van Club Brugge.
Na de winterstop kende Genk een slechte periode, en de club zakte helemaal weg naar de middenmoot. Anderlecht daarentegen zette een sterk reeks neer, en klom weer geleidelijk op in de rangschikking. Revelaties Cercle Brugge en Germinal Beerschot bleven aanvankelijk goed meedoen bovenin, maar lieten het tegen het seizoenseinde toch wat afweten, en kwamen niet meer in aanmerking voor de eerste plaatsen. Standard en Club Brugge bleven kort bijeen boven in de rangschikking. Op de 22ste speeldag speelden beide ploegen tegen elkaar op het veld van Brugge. Standard won met 1-2, en kwam zo weer naast Brugge op de eerste plaats. Deze wedstrijd bleek het begin van een ommekeer. Club Brugge zou van zijn volgende zes wedstrijden er maar twee winnen en er vier verliezen; Standard bleef zonder nederlaag doordoen en bouwde zo zijn voorsprong week na week uit. Club Brugge werd op de 28ste speeldag ook bijgehaald door het teruggekeerde Anderlecht, en leek zich vooral op de tweede plaats te zullen moeten concentreren.
Standard Luik verzekerde zich op de 31ste speeldag uiteindelijk al van de titel, na een zege tegen eerste achtervolger RSC Anderlecht. Na de overwinning had Standard een voorsprong van 10 punten.

## Degradatiestrijd
Sint-Truidense VV kende een slechte seizoensstart. Pas op de achtste speeldag pakte de ploeg na een gelijkspel zijn eerste punt van de competitie. Ook RAEC Mons, FC Brussels en nieuwkomers FCV Dender EH en KV Mechelen hadden het moeilijk. KV Mechelen had weliswaar al vijf gelijke spelen behaald, maar de eerste overwinning voor de ploeg kwam er pas op de twaalfde speeldag.
Tegen de winterstop stonden Sint-Truiden, Brussels en Bergen onderaan. Nieuwkomers KV Mechelen en Dender slaagden erin af en toe punten te sprokkelen hadden enige afstand genomen. In februari en maart zette Bergen onder zijn nieuwe coach Albert Cartier een sterke reeks neer. Met vier overwinningen en drie gelijkspelen bleef de ploeg zeven speeldagen op rij ongeslagen, kon men enigszins afstand nemen van de degradatieplaatsen. Sint-Truiden en Brussels hadden het moeilijker om punten te sprokkelen, en raakten steeds verder achterop.
Na een nederlaag tegen Excelsior Moeskroen was Brussels uiteindelijk al op de 31ste speeldag mathematisch zeker van de degradatie. De volgende speeldag was Sint-Truiden na een nederlaag tegen RSC Anderlecht eveneens zeker van degradatie.

## Einde van de competitie
De laatste speeldag van het seizoen werd afgewerkt in de schaduw van de dood van spits François Sterchele van Club Brugge, die donderdag 8 mei 2008 omkwam bij een auto-ongeluk. Alle wedstrijden begonnen met een minuut stilte of een minuut applaus en alle spelers hadden een zwarte rouwband aan. De laatste match van Club, tegen Westerlo op zaterdag 10 mei, werd niet afgelast maar werd beschouwd als een eresaluut aan Sterchele. Aan het feit dat Club nog een kans maakte op de 2de plaats en dus een Champions League-ticket, werd ook door Club zelf geen belang meer gehecht. Uiteindelijk won Club met tegen Westerlo met 4-0, maar wegens de winst van Anderlecht tegen Bergen met 1-2, eindigde Anderlecht tweede in de stand.

## Eindstand
|        |    |                                  | P  | W  | G  | V  | +  | -  | DS  | Ptn |
| ------ | -- | -------------------------------- | -- | -- | -- | -- | -- | -- | --- | --- |
| K      | 1  | R. Standard de Liège             | 34 | 22 | 11 | 1  | 61 | 19 | 42  | 77  |
| (CL)   | 2  | RSC Anderlecht                   | 34 | 21 | 7  | 6  | 59 | 31 | 28  | 70  |
| (UEFA) | 3  | Club Brugge KV                   | 34 | 20 | 7  | 7  | 45 | 30 | 15  | 67  |
|        | 4  | Cercle Brugge KSV                | 34 | 17 | 9  | 8  | 62 | 33 | 29  | 60  |
|        | 5  | Germinal Beerschot               | 34 | 16 | 7  | 11 | 46 | 34 | 12  | 55  |
| (UEFA) | 6  | KAA Gent                         | 34 | 14 | 10 | 10 | 57 | 46 | 11  | 52  |
|        | 7  | SV Zulte Waregem                 | 34 | 13 | 8  | 13 | 47 | 54 | −7  | 47  |
|        | 8  | R. Sporting du Pays de Charleroi | 34 | 13 | 7  | 14 | 41 | 45 | −4  | 46  |
|        | 9  | KVC Westerlo                     | 34 | 12 | 9  | 13 | 43 | 37 | 6   | 45  |
|        | 10 | KRC Genk                         | 34 | 12 | 9  | 13 | 54 | 55 | −1  | 45  |
|        | 11 | R. Excelsior Mouscron            | 34 | 12 | 6  | 16 | 38 | 43 | −5  | 42  |
|        | 12 | KSC Lokeren Oost-Vlaanderen      | 34 | 9  | 15 | 10 | 32 | 33 | −1  | 42  |
|        | 13 | KV Mechelen                      | 34 | 10 | 10 | 14 | 45 | 52 | −7  | 40  |
|        | 14 | KSV Roeselare                    | 34 | 9  | 11 | 14 | 36 | 55 | −19 | 38  |
|        | 15 | FCV Dender EH                    | 34 | 9  | 6  | 19 | 33 | 59 | −26 | 33  |
|        | 16 | RAEC Mons                        | 34 | 7  | 12 | 15 | 37 | 45 | −8  | 33  |
| D      | 17 | K. Sint-Truidense VV             | 34 | 6  | 9  | 19 | 32 | 58 | −26 | 27  |
| D      | 18 | FC Brussels                      | 34 | 4  | 7  | 23 | 27 | 66 | −39 | 19  |

P: wedstrijden gespeeld, W: wedstrijden gewonnen, G: gelijke spelen, V: wedstrijden verloren, +: gescoorde doelpunten, -: doelpunten tegen, DS: doelsaldo, Ptn: totaal punten
K: kampioen, D: degradeert, (beker): bekerwinnaar, (CL): geplaatst voor Champions League, (UEFA): geplaatst voor UEFA-beker

## Topscorers

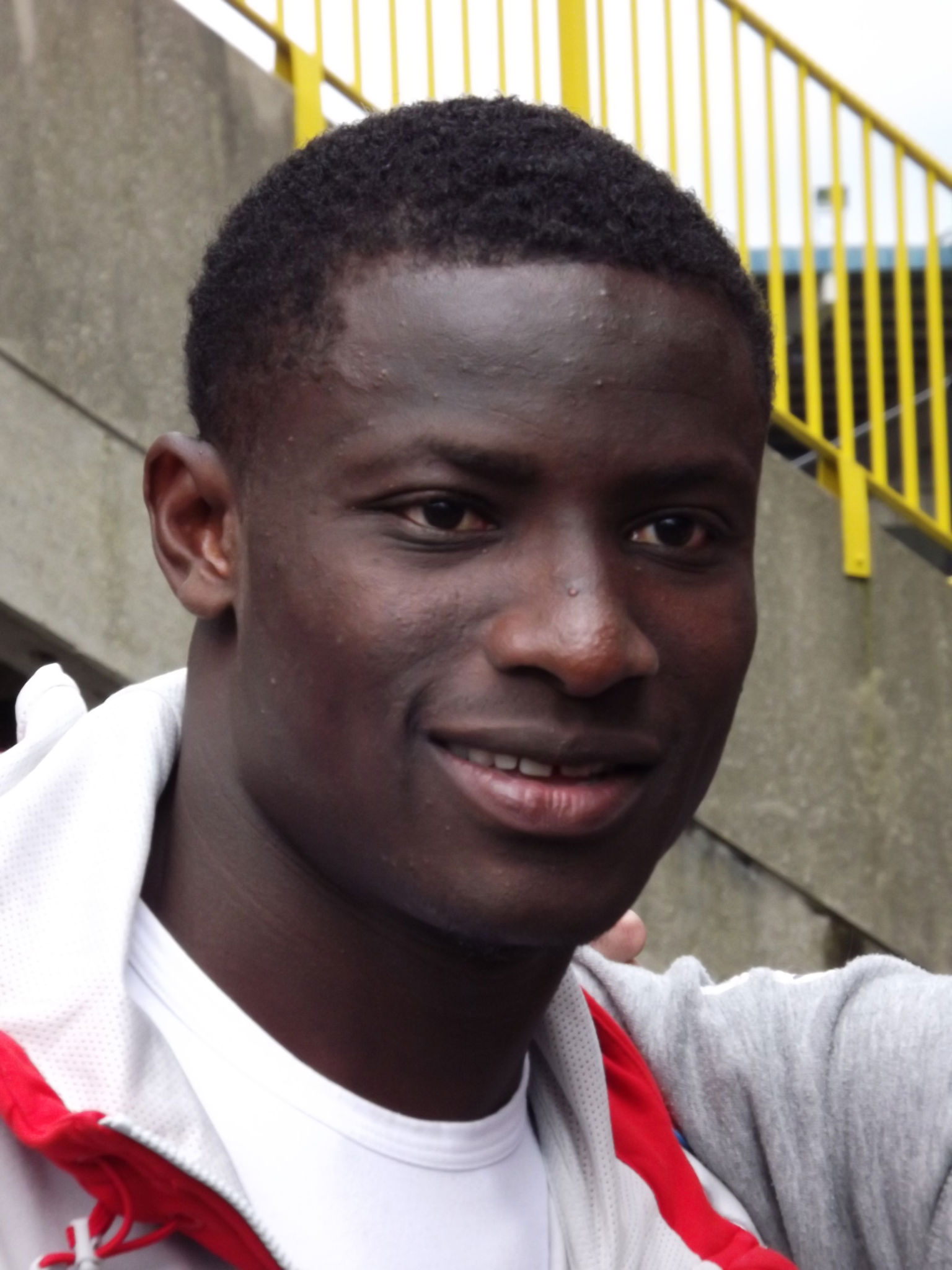
Joseph Akpala was de eerste topschutter die voor Sporting Charleroi uitkwam sinds René Thirifays in 1949.

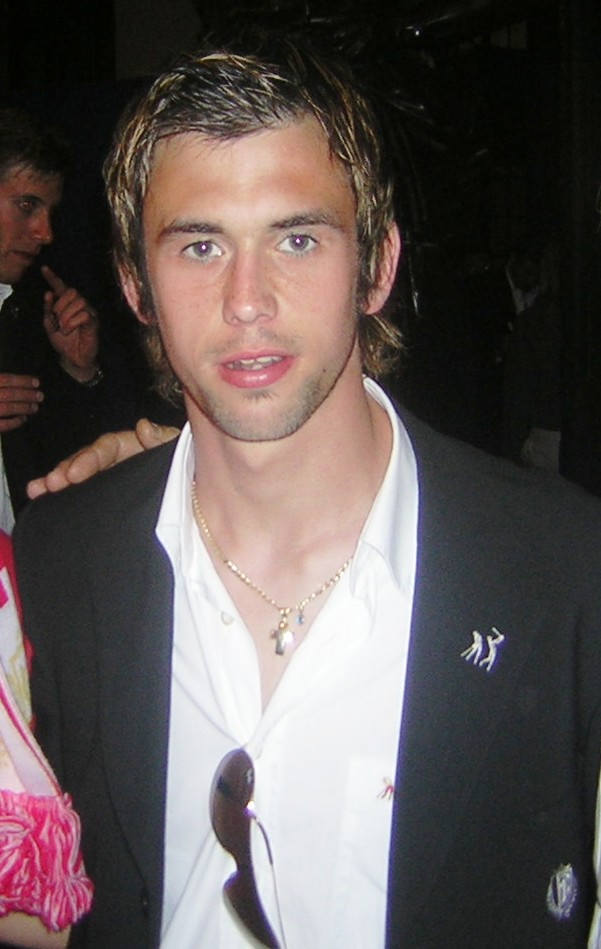
Steven Defour mocht op 16 januari 2008 de Gouden Schoen in ontvangst nemen.

| Scorer               | Goals | Team                | Land                  |
| -------------------- | ----- | ------------------- | --------------------- |
| Joseph Akpala        | 18    | Sporting Charleroi  | Nigeria               |
| Elianiv Barda        | 16    | KRC Genk            | Israël                |
| Sanharib Malki Sabah | 16    | Germinal Beerschot  | België                |
| Mbaye Leye           | 16    | SV Zulte Waregem    | Senegal               |
| Milan Jovanović      | 16    | Standard Luik       | Servië                |
| Dieumerci Mbokani    | 15    | Standard Luik       | Congo-Kinshasa        |
| Mahamadou Dissa      | 14    | KSV Roeselare       | Mali                  |
| Aloys Nong           | 13    | KV Mechelen         | Kameroen              |
| Bryan Ruiz           | 11    | KAA Gent            | Costa Rica            |
| François Sterchele   | 11    | Club Brugge         | België                |
| Bertin Tomou         | 11    | Excelsior Moeskroen | Kameroen              |
| Dominic Foley        | 11    | KAA Gent            | Ierland               |
| Tom De Sutter        | 10    | Cercle Brugge       | België                |
| Oleg Iachtchouk      | 10    | Cercle Brugge       | België                |
| Stijn De Smet        | 10    | Cercle Brugge       | België                |
| Hernán Losada        | 9     | Germinal Beerschot  | Argentinië            |
| Adekanmi Olufade     | 9     | KAA Gent            | Togo                  |
| Adnan Čustović       | 9     | Excelsior Moeskroen | Bosnië en Herzegovina |
| Bjorn Vleminckx      | 9     | KV Mechelen         | België                |
| Henri Munyaneza      | 9     | FCV Dender EH       | Rwanda                |
| Honour Gombami       | 9     | Cercle Brugge       | Zimbabwe              |

## Trainerswissels
- 19 september 2007: Valère Billen stapt op bij Sint-Truidense VV. Peter Voets volgt hem voorlopig op.
- 12 november 2007: RSC Anderlecht ontslaat Frank Vercauteren. Hij wordt opgevolgd door assistent-trainer Ariël Jacobs.
- 19 november 2007: Jean-Pierre Vande Velde en FCV Dender EH gaan in onderling overleg uit elkaar. Assistent Patrick Asselman wordt tijdelijk de nieuwe hoofdcoach.
- 27 november 2007: Johan Boskamp wordt de nieuwe trainer van FCV Dender EH. Hij volgt interim-trainer Patrick Asselman op.
- 10 december 2007: Dennis van Wijk wordt de nieuwe trainer van Sint-Truidense VV. Hij volgt interim-trainer Peter Voets op.
- 10 december 2007: Philippe Vande Walle neemt ontslag bij Sporting Charleroi. Assistent-trainer Thierry Siquet neemt over.
- 17 december 2007: Marc Brys wordt ontslagen als trainer van Excelsior Moeskroen. Hij wordt tijdelijk opgevolgd door beloften-trainer Geert Broeckaert.
- 27 december 2007: Enzo Scifo wordt de nieuwe trainer van Excelsior Moeskroen. Hij volgt interim-trainer Geert Broeckaert op.
- 22 januari 2008: Edy De Bolle, assistent-coach van FC Brussels, volgt de ontslagen Albert Cartier voorlopig op als hoofdcoach van het team.
- 24 januari 2008: Franky Van der Elst wordt de nieuwe hoofdtrainer van FC Brussels, hij volgt er Albert Cartier op die twee dagen eerder werd ontslagen.
- 28 januari 2008: José Riga en RAEC Mons gaan in onderling overleg uit elkaar. De 6 dagen eerder bij FC Brussels ontslagen Albert Cartier volgt hem op.
- 23 februari 2008: Hugo Broos en KRC Genk gaan in onderling overleg uit elkaar. Beloften-trainer Ronny Van Geneugden neemt over.

## Individuele prijzen
| Prijs                            | Winnaar            | Club               |
| -------------------------------- | ------------------ | ------------------ |
| Gouden Schoen:                   | Steven Defour      | Standard Luik      |
| Mooiste Doelpunt (Gouden Schoen) | Tom Soetaers       | RC Genk            |
| Profvoetballer van het Jaar:     | Milan Jovanović    | Standard Luik      |
| Belofte van het Jaar:            | Axel Witsel        | Standard Luik      |
| Trainer van het Jaar:            | Michel Preud'homme | Standard Luik      |
| Keeper van het Jaar:             | Kenny Steppe       | Germinal Beerschot |
| Scheidsrechter van het Jaar:     | Jérôme Efong Nzolo | /                  |
| Ebbenhouten Schoen:              | Marouane Fellaini  | Standard Luik      |